# Sipos Árpád (jogtudós)
Sipos Árpád (Horgospataka (Szrimbuly, Kővárvidék), 1843. november 1. – Nagyvárad, 1901. február 9.) jogi doktor, jogakadémiai tanár.

## Életútja
Sipos Ignác kincstári bányatiszt és Farkas Lujza fia. A szülők a szabadságharc okozta pénzválság és egyéb veszteségek miatt, nagy anyagi gondok közt neveltek föl tíz gyermekük közül ötöt tisztességesen. Sipos algimnáziumi tanulmányait Nagybányán, a felsőbbeket Szatmárt végezte. 1861-ben a nagyváradi jogakadémiára iratkozott be és magántanítással tartotta fenn magát; a német és francia nyelvet is elsajátította és terjedelmes történelmi stúdiumokat tett. 1863-ban végezte jogi tanulmányait és ismereteinek bővítése végett az 1864-65. tanévre a bécsi egyetemre ment, ahol a Weisz-féle 300 forintos ösztöndíjat nyerte. Az 1866-67. tanév alatt a pesti egyetemen a három karban a három doktori szigorlatot letette és 1867-ben jogi doktorrá avatták; ugyanazon évben ügyvédi vizsgát is tett.
Ezután Szij József alapítványi ügyvédnél és Olay István nagyváradi ügyvédnél gyakornokoskodott három évig. Ezalatt 1868-ban alakult meg Bihar megyében a Deák-párt, melyhez csatlakozott és megindította 1868. május 2-án a Nagyváradi Lapok c. pártközlönyt; két év múlva azonban visszalépett a lap szerkesztésétől. 1870 januárjában a kassai királyi jogakadémiához tanárrá neveztetett ki; rövid idő alatt az osztrák polgári törvénykönyvből egyetemi magántanárrá képesítette magát. 1872-ben Svájcba és Németországba utazott és a Frankfurtban tartott 10. német jogászgyűlésről leveleket küldött a jogi szaklapba. 1873. május 6-án saját kérelmére a nagyváradi királyi jogakadémiához helyezték át, ahol a magyar és ausztriai magánjog tanszékét választotta és azonfölül a bányajognak is jogosított tanára volt. 1874-ben Párizsba utazott. A nagyváradi községi iskolaelnöki tisztet is viselte.
Cikkei a Várad c. albumban (1863. XVI. Lajos franczia király halála); a Jogtudományi Közlönyben (1871. Bányajogesetek, Bányajogállapotok, 1872. Törvénymagyarázat az országbirói értekezlet VII. fej. 1. § d. pontja tárgyában, 1874. A görög bányatörvény és a Laurion-kérdés és könyvismertetés, 1875-76. Az atyasági kereset, 1876. Adalékok a jogok birtokához, 1877. Az újabb osztrák bányatörvényjavaslat és indokolása); a Magyar Jogászgyűlés Évkönyvében (1873. Minő elvek állapíttassanak meg a váltókereseti jog érvényesítésére, ha e jog külföldről érvényesíttetik belföldre, vélemény a nemzetközi váltójogból); a Községi jegyzők Naptárában (1874. Államjogunk újabb fejlődése); a nagyváradi akadémia Almanachjában (1876-77. A cselekvő végrendelkezési képesség, 1885-86. Szemle a bányajogi gyakorlat terén); a nagyváradi szépészeti egylet Felolvasása c. munkában (1884. A gyarmatosítás kérdése Francziaországban).

## Munkái
- Magyar bányajog. Nagyvárad, 1872. 16 kőmetszettel.
- A szénbányászat joga és a földbirtok. Bpest, 1893. (Különnyomat a Nemzetgazdasági Szemléből.)
- A bányatörvényjavaslat. Birálat és ismertetés. Uo. 1895. (Különnyomat a «Jog»-ból.)

### Különnyomatban még megjelentek
- Házassági vagyonjogunk átalakulása ...
- A törvénytelen gyermek és az öröklési jog ...
- A viszkereseti jog a nemzetközi váltójogban... (A Magyar Jogászgyűlés Évkönyvéből.)